# ایلبرشتدت
ایلبرشتدت (به آلمانی: Ilberstedt) یک شهر در آلمان است که در زالتسلاندکرایس واقع شده‌است. ایلبرشتدت ۱٬۱۹۱ نفر جمعیت دارد.